# Metagoniolithon
Metagoniolithon Weber-van Bosse, 1904  é o nome botânico  de um gênero de algas vermelhas pluricelulares da família Corallinaceae, subfamília Metagoniolithoideae.

## Espécies
Apresenta 4 espécies taxonomicamente válidas:
- Metagoniolithon chara (Lamarck) Ducker, 1979
- Metagoniolithon charoides (J.V. Lamouroux) Weber-van Bosse in Foslie, 1904
- Metagoniolithon radiatum (Lamarck) Ducker, 1979
- Metagoniolithon stelliferum (Lamarck) Ducker, 1979